# Al-Aszrafijja
Al-Aszrafijja (arab.: الأشرفية, ang., fr.: Achrafieh, Ashrafieh) – dzielnica we wschodnim Bejrucie, zamieszkana przede wszystkim przez libańskich chrześcijan. W okresie wojny domowej w Libanie była bastionem prawicowych milicji na czele z Falangami Libańskimi (m.in. podczas "wojny stu dni").